# Chiesa di San Donnino (Parma, Panocchia)
La chiesa di San Donnino è un luogo di culto cattolico dalle forme neoclassiche, situato in via Stanislao Campana 10, accanto al castello, a Panocchia, frazione di Parma, in provincia e diocesi di Parma; è sede di una parrocchia compresa nella zona pastorale della città.

## Storia
Il luogo di culto originario fu costruito in epoca medievale; la più antica testimonianza della sua esistenza risale al 1230, quando l'Ecclesie S. Donnini de Panocla fu citata nel Capitulum seu Rotulus Decimarum della diocesi di Parma tra le dipendenze dell'abbazia di San Giovanni Evangelista di Parma, pur trovandosi all'interno del territorio dipendente dalla pieve di Arola.
Nel 1564 l'edificio fu elevato a sede parrocchiale, sotto la guida di un benedettino di San Giovanni.
Nel 1750 l'antica struttura, profondamente degradata, fu abbattuta; sulle rovine fu costruita la nuova chiesa neoclassica, progettata probabilmente da Ottavio o Luigi Bettoli; i lavori furono completati nel 1771 e il 24 novembre di quell'anno il luogo di culto fu benedetto.
I benedettini mantennero la guida della parrocchia fino al 1844, quando il tempio passò alle dirette dipendenze del vescovo di Parma.
Tra il 1950 e il 1980 la chiesa fu completamente restaurata in più riprese, con l'aggiunta anche degli altari delle cappelle laterali.

## Descrizione

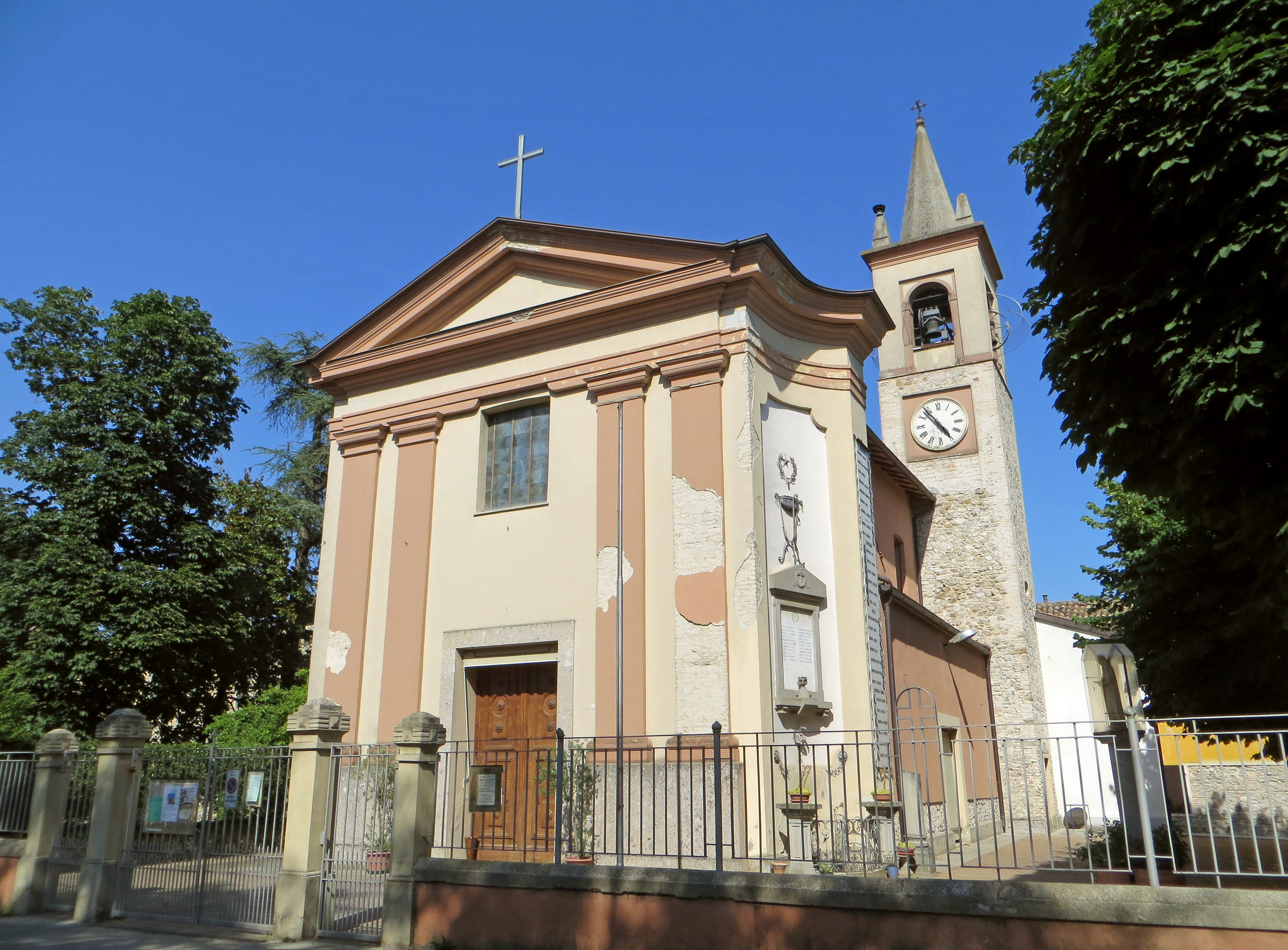
Facciata e lato sud

La chiesa si sviluppa su un impianto a navata unica, affiancata da due cappelle su ogni lato separate da due locali annessi.
La simmetrica facciata a capanna, intonacata, è caratterizzata dalla presenza nel mezzo dell'ampio portale d'ingresso principale, delimitato da cornice e sormontato da un grande finestrone rettangolare; ai lati si innalzano sopra al basamento due coppie di lesene d'ordine gigante, coronate da capitelli dorici; in sommità, si staglia al di sopra della trabeazione il frontone triangolare con cornice in aggetto.
Alle estremità due concavità raccordano l'alta facciata ai fianchi dell'edificio. Al centro del prospetto sud si apre il portale d'accesso secondario, che precede il campanile; la cella campanaria si affaccia sui quattro lati attraverso aperture ad arco a tutto sesto, delimitate da piedritti coronati da capitelli dorici; in sommità si elevano cinque guglie piramidali, di cui una grande al centro e quattro piccole sugli spigoli.
All'interno la navata, coperta da volta a botte lunettata decorata con affreschi, è affiancata da alte lesene con capitelli dorici, a sostegno del cornicione perimetrale. Sui lati si aprono le ampie arcate a sesto ribassato delle cappelle, intervallate dalle più piccole arcate a tutto sesto dei due locali annessi; l'ambiente a nord è dedicato al confessionale, mentre lo spazio a sud funge da ingresso secondario al luogo di culto.
Il presbiterio, lievemente sopraelevato, è preceduto dall'arco trionfale; l'ambiente, sviluppato su una pianta rettangolare e chiuso superiormente da una volta a botte dipinta, accoglie nel mezzo l'altare maggiore post conciliare in marmo bianco e verde, mentre ai lati sono appesi un dipinto seicentesco riproducente il Sogno di san Giuseppe, un olio ottocentesco rappresentante l'Addolorata coi santi Scolastica e Antonio abate, eseguito da Stanislao Campana, e uno stendardo del 1829 circa raffigurante la Madonna col Bambino e i santi Donnino e Orsola; sul fondo, sopra al coro ligneo risalente al XVIII secolo, si staglia la pala del 1771, ritraente la Madonna col Bambino e i santi Donnino ed Eustachio.
La chiesa conserva altre opere di pregio, tra cui un olio riproducente il Battesimo di Cristo, realizzato da Orazio De Ferrari tra il 1640 e il 1650, una tela seicentesca rappresentante l'Ecce Homo, uno stendardo raffigurante la Madonna col Bambino e i santi Donnino e Giuseppe, dipinto da Giorgio Scherer nel 1880, una panca settecentesca e vari paramenti sacri e oggetti liturgici, comprendenti un ostensorio seicentesco, un calice del 1707 e due pianete tardo-settecentesche.